# 폴리아미드-이미드
폴리아미드-이미드(Polyamide-imide)는 열경화성 또는 열가소성 비정질 폴리머로 뛰어난 기계적, 열적 및 화학적 저항성을 가지고 있다. 폴리아미드-이미드는 마그네트 와이어를 만드는 데 와이어 코팅으로 광범위하게 사용된다. 폴리아미드-이미드는 N- 메틸-2-피롤리돈(N-methyl-2-pyrrolidone, NMP)에 있는 아이소사이안산화물(isocyanates) 및 TMA(trimellic acid-anhydride)로부터 제조된다. 폴리아미드-이미드의 저명한 유통업체는 Torlon 상표를 사용하는 Solvay Specialty Polymers이다.
폴리 아미드-이미드는 폴리아미드(polyamides)와 폴리이미드(polyimides)의 특성의 혼합을 가지고 있다. 공통적인 특성으로는 고강도, 용융 가공성,  예외적으로 높은 열성(high heat capability)과 광범위한 내화학성이 있다. 이미드 고분자는 사출 또는 압축 성형 부품 및 잉곳에서 코팅, 필름, 섬유 및 접착제에 이르기까지 다양한 형태로 가공될 수 있다. 일반적으로 이러한 제품은 후속 열 경화 공정을 통해 최대 특성에 도달할 수 있다.
같은 영역에 있는 다른 고성능 고분자는 폴리에테르에테르케톤(polyetheretherketones) 과 폴리이미드(polyimides)이다.

## 합성 방법
현재 폴리아미드-이미드를 합성하는 대표적인 상업적 방법은 산 클로라이드(acid chloride) 경로와 이소시아네이트(isocyanate) 경로이다.

### 산성 염화물 경로(Acid chloride route)

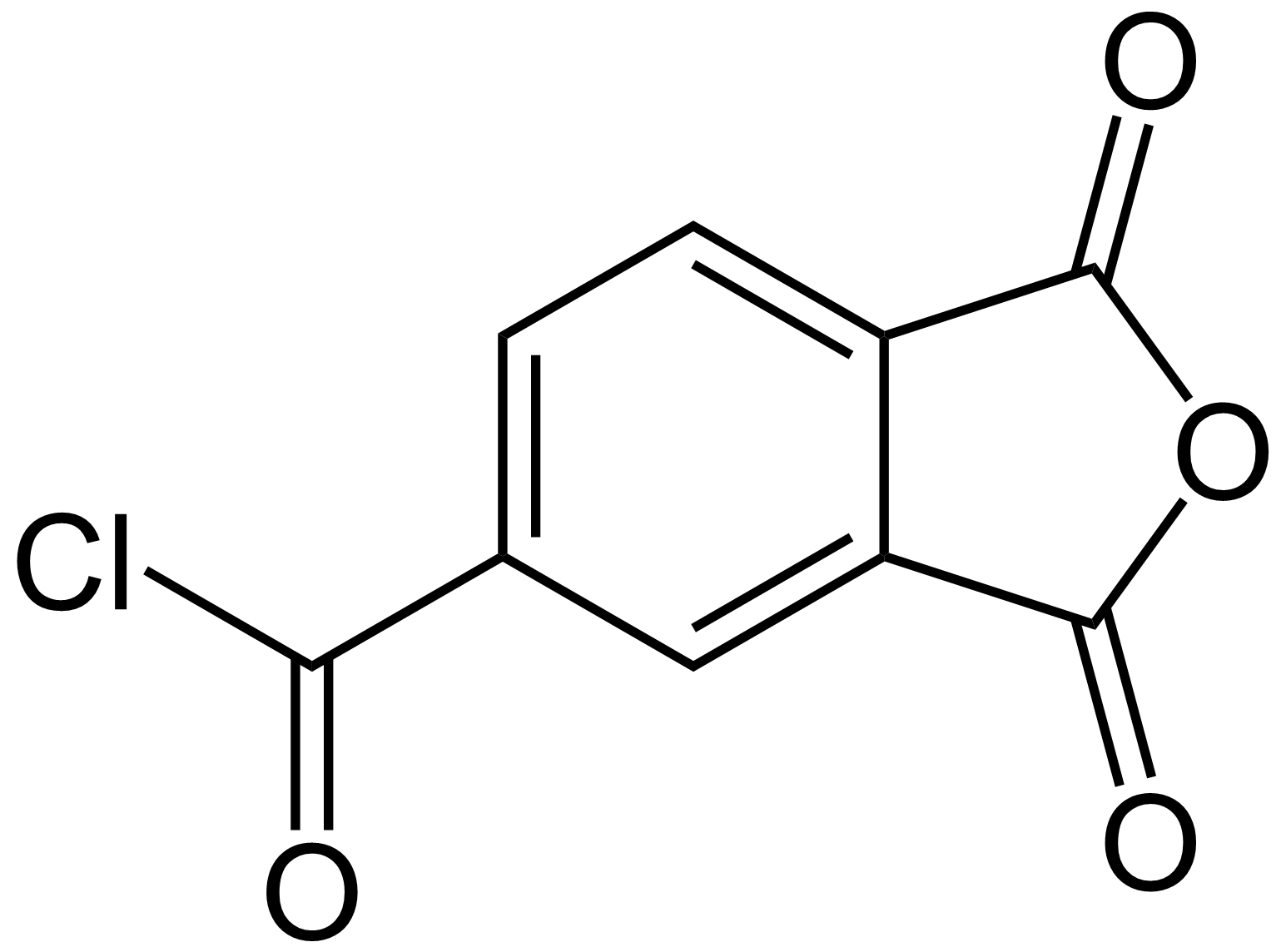
트리멜리트산 클로라이드(Trimellitic acid chloride)

메틸렌 다이아닐린(Methylene dianiline)

폴리아미드-이미드로의 가장 초기 경로는 메틸렌 디아닐린(MDA) 및 트리멜리트산 클로라이드 (TMAC)와 같은 방향족 디아민의 축합이다. 무수물과 디아민의 반응은 중간체 아믹산(intermediate amic acid)을 생성한다. 산 염화물 작용기는 방향족 아민과 반응하여 부산물로 아미드 결합과 염산(HCl)을 생성한다. 폴리아미드이미드의 상업적 제조에서 중합은 N- 메틸 피롤리돈 (NMP), 디메틸아세트아미드 (DMAC), 디메틸포름아미드 (DMF)와 같은 쌍극성, 비양성자성 용매에서 수행되거나 20-60℃ 사이의 온도에서는 디메틸설폭사이드(DMSO) 용매에서 수행된다. 부산물 HCl은 제자리에서 중화되거나 침전된 폴리머에서 세척하여 제거해야 한다. 폴리아미드이미드 중합체의 추가 열처리는 분자량을 증가시키고 아믹산 그룹(amic acid group)이 물의 방출과 함께 이미드를 형성하도록 한다.

### 디이소시아네이트 경로(Diisocyanate route)
이것은 와이어 에나멜로 사용되는 폴리아미드-이미드에 대한 기본 경로이다. 보통 4,4'-메틸렌디페닐디이소시아네이트(MDI)인 디이소시아네이트(diisocyanate)는 트리멜리트산 무수물 (TMA)과 반응한다. 이 공정의 끝에서 얻은 제품은 이산화탄소 가스 부산물이 쉽게 제거되기 때문에 응축(condensation) 부산물이 없는 높은 고분자량의 완전히 이미드화된 폴리머 용액이다. 이 형태는 와이어 에나멜 또는 코팅 제조에 편리하다. 용액의 점도는 화학양론, 단기능성 시약 및 폴리머 고형물에 의해 제어된다. 일반적인 폴리머 고형분 수준은 35-45%이며 공급자 또는 사용자가 희석제로 더 희석할 수 있다.

## 제작
폴리아미드-이미드는 코팅 및 성형 제품에 상업적으로 사용된다.

### 코팅
주로 코팅에 사용되는 제품은 분말 형태로 판매되며 약 50%가 이미드화되어 있다. 주요 용도 중 하나는 자석 와이어 에나멜이다. 마그넷 와이어 법랑질은 PAI 분말을 N-메틸 피롤리돈과 같은 강한 비양성자성 용매에 용해시켜 만든다. 희석제 및 기타 첨가제를 첨가하여 구리 또는 알루미늄 전도체에 적용할 수 있는 정확한 점도를 제공할 수 있다. 도포는 일반적으로 도체를 법랑조를 통해 인발한 다음 다이를 통해 코팅 두께를 제어함으로써 이루어진다. 와이어는 용제를 제거하고 코팅을 경화시키기 위해 오븐을 통과한다. 와이어는 일반적으로 원하는 코팅 두께를 얻기 위해 공정을 여러 번 통과한다.
PAI 법랑질은 열적으로 매우 안정적일 뿐만 아니라 내마모성 및 내화학성이 있다. PAI는 더 높은 내열 등급을 달성하기 위해 폴리에스테르 와이어 에나멜 위에 자주 사용된다.
PAI는 종종 플루오르폴리머 와 함께 산업 용도의 장식용 내부식성 코팅에도 사용된다. PAI는 불소 중합체를 금속 기판에 접착시키는 데 도움이 된다. 붙지 않는 조리기구 코팅에도 사용된다. 솔벤트를 사용할 수 있지만 일부 수성 시스템이 사용된다. 이것은 아미드-이미드가 산성 작용기를 포함하고 있기 때문에 가능하다.

### 성형품 또는 가공품
성형 제품에 사용되는 폴리아미드-이미드도 방향족 디아민 및 트리멜리트산 클로라이드를 기반으로 하지만 디아민은 코팅에 사용되는 제품에 사용되는 것과 다르며 중합체는 컴파운딩 및 펠릿화 전에 더 완전히 이미드화된다. 사출 성형용 수지는 비강화, 유리 섬유 강화, 탄소 섬유 강화 및 내마모성 등급을 포함한다. 이 수지는 비교적 낮은 분자량으로 판매되므로 압출 또는 사출 성형으로 용융 가공할 수 있다. 그런 다음 성형품은 최대 260℃의 온도에서 며칠 동안 열처리된다. °C(500 °F). 일반적으로 후경화라고 하는 이 처리 중에 사슬 확장을 통해 분자량이 증가하고 폴리머가 훨씬 더 강해지고 내화학성이 높아진다. 사후 경화 전에 부품을 재연마하고 재처리할 수 있다. 사후 경화 후 재처리는 실용적이지 않다.

## 성형 PAI의 특성
| 특징                     | 시험 방법  | 단위               | 성형 PAI   |
| ------------------------ | ---------- | ------------------ | ---------- |
| 인장 강도, 극한          | ASTM D 638 | MPa, 평균값        | 91.6MPa    |
| 인장 탄성률              | ASTM D 638 | GPa, 평균값        | 3.97       |
| 인장신율                 | ASTM D 638 | %                  | 3.15       |
| 굽힘강도                 | ASTM D 790 | MPa                | 133        |
| 굴곡 탄성율              | ASTM D 638 | GPa                | 4.58       |
| 압축강도                 | ASTM D 695 | MPa, 평균          | 132        |
| 아이조드 충격 강도       | ASTM D 256 | J/m(ft-lb/in) 평균 | 0.521 (1)  |
| 열 변형 온도 @ 264psi    | ASTM D 648 | °섭씨(°F)          | 273 (523)  |
| 선형 열팽창 계수         | ASTM D 696 | ppm/°C             | 37.7       |
| 체적 저항률              | ASTM D 257 | 옴-cm, 평균        | 8.10 ×1012 |
| 밀도                     | ASTM D 792 | g/ 3               | 1.48       |
| 수분 흡수율(WTR), 24시간 | ASTM D 570 | %                  | 0.35       |

### 고강도 등급만 해당
| 재산                          | 시험 방법   | 단위                 | 깔끔한 파이 | 30% GF 파이  | 30% CF 파이  |
| ----------------------------- | ----------- | -------------------- | ----------- | ------------ | ------------ |
| 인장강도                      | ASTM D 638  | MPa(kpsi)            | 152 (22.0)  | 221 (32.1)   | 221 (32.0)   |
| 인장 탄성률                   | ASTM D 638  | GPa(kpsi)            | 4.5 (650)   | 14.5 (2,110) | 16.5 (2,400) |
| 인장신율                      | ASTM D 638  | %                    | 7.6         | 2.3          | 1.5          |
| 굽힘강도                      | ASTM D 790  | MPa(kpsi)            | 241 (34.9)  | 333 (48.3)   | 350 (50.7)   |
| 굴곡 탄성율                   | ASTM D 790  | GPa(kpsi)            | 5.0 (730)   | 11.7 (1,700) | 16.5 (2,400) |
| 압축강도                      | ASTM D 695  | MPa(kpsi)            | 221 (32.1)  | 264 (38.3)   | 254 (36.9)   |
| 전단 강도                     | ASTM D 732  | MPa(kpsi)            | 128 (18.5)  | 139 (20.1)   | 119 (17.3)   |
| 아이조드 충격 강도            | ASTM D 256  | J/m(피트파운드/인치) | 144 (2.7)   | 80 (1.5)     | 48 (0.9)     |
| 아이조드 충격 강도, 노치 없음 | ASTM D 4812 | J/m(피트파운드/인치) | 1070 (20)   | 530 (10)     | 320 (6)      |
| 열 변형 온도 @ 264psi         | ASTM D 648  | °섭씨(°F)            | 278 (532)   | 282 (540)    | 282 (540)    |
| 계수 선형 열팽창              | ASTM D 696  | ppm/°C (ppm/°F)      | 31 (17)     | 16 (9)       | 9 (5)        |
| 체적 저항률                   | ASTM D 257  | 옴 cm                | 2e17        | 2e17         |              |
| 비중                          | ASTM D 792  |                      | 1.42        | 1.61         | 1.48         |
| 수분 흡수율(WTR), 24시간      | ASTM D 570  | %                    | 0.33        | 0.24         | 0.26         |

### 내마모성 PAI 등급
| 재산                          | 시험 방법   | 단위                  | 4275        | 4301        | 4435         | 4630        | 4645         |
| ----------------------------- | ----------- | --------------------- | ----------- | ----------- | ------------ | ----------- | ------------ |
| 인장강도                      | ASTM D 638  | MPa(kpsi)             | 117 (16.9)  | 113 (16.4)  | 94 (13.6)    | 81 (11.8)   | 114 (16.6)   |
| 인장 탄성률                   | ASTM D 638  | GPa(kpsi)             | 8.8 (1,280) | 6.8 (990)   | 14.5 (2,100) | 7.4 (1,080) | 18.6 (2,700) |
| 인장신율                      | ASTM D 638  | %                     | 2.6         | 3.3         | 1.0          | 1.9         | 0.8          |
| 굽힘강도                      | ASTM D 790  | MPa(kpsi)             | 208 (30.2)  | 215 (31.2)  | 152 (22.0)   | 131 (19.0)  | 154 (22.4)   |
| 굴곡 탄성율                   | ASTM D 790  | GPa(kpsi)             | 7.3 (1.060) | 6.9 (1,000) | 14.8 (2,150) | 6.8 (990)   | 12.4 (1,800) |
| 압축강도                      | ASTM D 695  | MPa(kpsi)             | 123 (17.8)  | 166 (24.1)  | 138 (20.0)   | 99 (14.4)   | 157 (22.8)   |
| 아이조드 충격 강도, 노치      | ASTM D 256  | J/m(피트-파운드/인치) | 85 (1.6)    | 64 (1.2)    | 43 (0.8)     | 48 (0.9)    | 37 (0.7)     |
| 아이조드 충격 강도, 노치 없음 | ASTM D 4812 | J/m(피트-파운드/인치) | 270 (5)     | 430 (8)     | 210 (4)      | 160 (3)     | 110 (2)      |
| 264psi에서 열 변형 온도       | ASTM D 648  | °섭씨(°F)             | 280 (536)   | 279 (534)   | 278 (532)    | 280 (536)   | 281 (538)    |
| 계수 선형 열팽창              | ASTM D 696  | ppm/°C (ppm/°F)       | 25 (14)     | 25 (14)     | 14 (8)       | 16 (9)      | 9 (3)        |

폴리아미드이미드 수지는 흡습성이 있어 주변 습기를 흡수한다. 수지를 가공하기 전에 부서지기 쉬운 부품, 발포 및 기타 성형 문제를 방지하기 위해 건조가 필요하다. 수지는 수분 함량이 500이 되도록 건조해야 한다. ppm 이하. 노점 -40도 유지가 가능한 제습식 건조기 °F (-40 °C)를 권장한다. 팬이나 쟁반에서 건조하는 경우 레진을 2~3층 이하로 쌓는다. 인치(5~8 cm) 건조 트레이 깊이. 250도에서 24시간 건조 °F 또는 300에서 16시간 °F 또는 350에서 8시간 °F. 350도로 건조하면 °F (177 °C), 건조 시간을 16시간으로 제한하십시오. 사출성형 프레스의 경우 흡착식 호퍼 건조기를 권장한다. 순환 공기 흡입 파이프는 가능한 한 피드 스로트에 가까운 호퍼 바닥에 있어야 한다.
일반적으로 폐루프 제어가 가능한 마이크로프로세서 제어 기능이 있는 현대식 왕복 스크류 사출 성형 프레스가 PAI 성형에 권장된다. 프레스는 압축비가 낮은 일정한 테이퍼 나사를 장착해야 한다. 압축비는 1.1에서 1.5:1 사이여야 하며 점검 장치를 사용하지 않아야 한다. 시작 금형 온도는 다음과 같이 지정된다.
| 존           | 온도, °F | 온도, °C |
| ------------ | -------- | -------- |
| 피드 존      | 580      | 304      |
| 중간 영역    | 620      | 327      |
| 프런트 존    | 650      | 343      |
| 노즐(nozzle) | 700      | 371      |

금형 온도는 325℃ 범위에 있어야 한다. °F ~ 425 °F (163 °C ~ 218 ℃).

## 기타 적용
폴리아미드이미드의 고온 및 내화학성은 원칙적으로 멤브레인 기반 가스 분리에 적합하다. CO 2, H 2 S 와 같은 오염 물질과 천연 가스 정에서 기타 불순물을 분리하는 것은 중요한 산업 공정이다. 1000psia를 초과하는 압력에는 기계적 안정성이 우수한 재료가 필요하다. 극성이 높은 H 2 S 및 극성화 가능한 CO 2 분자는 높은 수준의 불순물로 인해 팽윤 및 가소화를 유발하는 고분자 막과 강하게 상호작용할 수 있습니다 . 폴리아미드-이미드는 폴리이미드 기능에서 발생하는 강한 분자간 상호 작용과 아미드 결합의 결과로 서로 수소 결합하는 폴리머 사슬의 능력 때문에 가소화에 저항할 수 있다. 현재 주요 산업 분리에 사용되지는 않지만, 폴리아미드-이미드는 화학적 및 기계적 안정성이 요구되는 이러한 유형의 공정에 사용될 수 있다.

## 추가 자료
- Patel, MC 및 Shah, AD, Poly(amides-imides) based on amino end-capped polyoligomides, Oriental J. Chem, 19(1), 2002
- James M. Margolis, 엔지니어링 플라스틱 핸드북 편집장,ISBN 0-07-145767-4, 맥그로-힐, c2006